# Harold Stassen

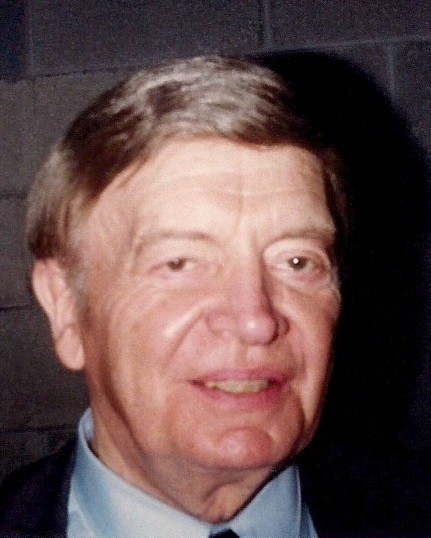
Harold Stassen (1980)

Harold Edward Stassen (* 13. April 1907 bei West St. Paul, Minnesota; † 4. März 2001 in Bloomington, Minnesota) war ein US-amerikanischer Politiker der Republikanischen Partei. Er war von 1939 bis 1943 der 25. Gouverneur von Minnesota.

## Frühe Jahre und politischer Aufstieg
Harold Stassen besuchte bis 1929 die University of Minnesota, an der er unter anderem Jura studierte. Nach seiner Zulassung als Rechtsanwalt begann er in St. Paul in diesem Beruf zu arbeiten. In den Jahren 1930 und 1934 wurde er zum Bezirksstaatsanwalt im Dakota County gewählt. 1938 wurde er als Kandidat seiner Partei mit knapp 60 Prozent der Stimmen gegen Amtsinhaber Elmer Austin Benson zum Gouverneur seines Staates gewählt.

## Gouverneur von Minnesota
Harold Stassen trat sein neues Amt am 4. Januar 1939 an. Nachdem er in den folgenden Jahren jeweils wiedergewählt worden war, konnte er dieses Amt bis zum 27. April 1943 ausüben. An diesem Tag trat er als Gouverneur zurück, um während des Zweiten Weltkriegs in der US-Marine zu dienen. In seiner Gouverneurszeit wurden das Straßensystem des Staates weiter ausgebaut und einige soziale Gesetze verabschiedet. Seit dem Kriegseintritt der Vereinigten Staaten am 7. Dezember 1941 musste auch Minnesota seinen Teil zu den Kriegsanstrengungen der Bundesregierung beitragen. Lebensmittel und Treibstoffe wurden rationiert und Soldaten wurden für die Streitkräfte gemustert. Die Produktion wurde auf den Rüstungsbedarf umgestellt.

## Weiterer Lebenslauf
Nach dem Ende des Krieges, in dem er zahlreiche Auszeichnungen erhielt, kehrte Stassen auf die politische Bühne zurück. Im Jahr 1945 war er Delegierter auf der Konferenz von San Francisco, auf der die Charta der Vereinten Nationen ausgearbeitet und von 50 Staaten unterzeichnet wurde. Von 1948 bis 1953 war er als Nachfolger von George William McClelland Präsident der University of Pennsylvania. Sein politischer Einfluss war aber während der Kriegsjahre etwas zurückgegangen. Das zeigte sich auch in der Zahl seiner vielen erfolglosen Bewerbungen um verschiedene Ämter in Minnesota und Pennsylvania. Zwischen 1944 und 1992 bewarb er sich insgesamt neun Mal erfolglos um die Nominierung seiner Partei als Präsidentschaftskandidat. Ebenso erfolglos blieben seine Kandidaturen um die Stellen der Gouverneure von Pennsylvania und Minnesota, das Amt des Bürgermeisters von Philadelphia, einen Sitz im US-Repräsentantenhaus und ein Mandat im US-Senat.
Präsident Dwight D. Eisenhower berief Stassen zunächst als Leiter der kurzlebigen Behörde zur Koordinierung der auswärtigen Operationen (Foreign Operations Administration). 1955 ernannte er ihn zu einem Mitglied der Abrüstungskommission. Im Jahr 1957 war Stassen amerikanischer Unterhändler bei einer Abrüstungskonferenz in London. In den 1960er Jahren schloss sich Stassen der Bürgerrechtsbewegung an. Er nahm 1963 am Marsch auf Washington für Arbeit und Freiheit teil. Stassen spielte auch in seiner Baptistenkirche eine wichtige Rolle und leitete und besuchte einige wichtige Kirchenversammlungen. Neben seinen politischen und religiösen Aktivitäten war Stassen auch als Rechtsanwalt aktiv. Harold Stassen starb am 4. März 2001.
Seit 1949 war er Mitglied der American Philosophical Society. Stassen war ein Freimaurer, er bekleidete von 1939 bis 1940 das Amt des Meister vom Stuhl  in der Shekinah Lodge No. 171 in Saint Paul .